# 냉각탑
| 특수 산업용 냉각탑 모습 |
| ----------------------- |
| 특수산업용 냉각탑       |

냉각탑(冷却塔, 영어: cooling tower)은 냉동기의 응축기에 사용하는 냉각용수를 재차 사용하기 위하여 실외공기와 직접 접속시켜 이 물을 냉각하는 일종의 열교환장치이다.
냉각탑은 열교환 방식에 의해 향류형과 직교류형으로 크게 나눈다. 또 통풍방식에 따라 자연통풍식과 강제통풍식으로 나눈다. 공기조화 설비용으로서는 강제통풍식이 사용되는데, 내부에 충전물을 넣은 것이 많다. 충전재료로는 목재·대나무 ·염화비닐·폴리에스테르 수지·금속박판·석면판·도기관 등이 사용된다. 한편, 화력 발전소나 화학공장에서는 다량의 냉각수를 필요로 하는데, 양질의 공업용수를 대량으로 계속해서 공급하기에 곤란한 점이 많기 때문에, 일반적으로 일단 사용하여 온도가 올라간 물을 냉각해서 다시 사용하고 있다. 이때 대규모의 냉각조작을 위해 냉각탑이 사용된다.
보통 원자로에는 굴뚝 모양의 커다란 냉각탑이 사용되는데 한국의 원자로는 냉각탑이 없다. 이는 바닷물을 그대로 끌어 올려서 원자로를 냉각 시킨후 배수구를 통해서 다시 바다로 되돌려 보내기 때문이다. 한국의 원자력 발전소가 해안가에 있는 이유이다. 또한 독일에도 방치된 냉각탑을 관광 명소로 재활용하는 경우도 간혹 있다.

## 갤러리

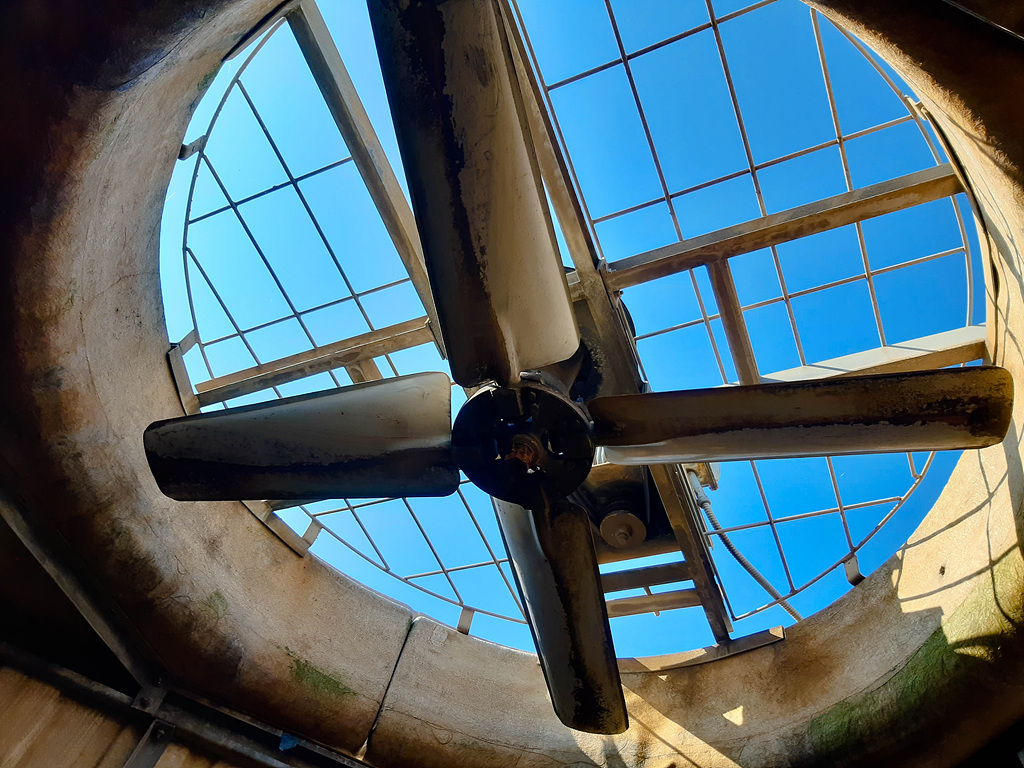
냉각탑 프로펠러
냉각탑 충전재-사용이 중지된 냉각탑이다

## 같이 보기
- 원자로
- 영변 원자력 연구소